# Travail, Famille, Patrie

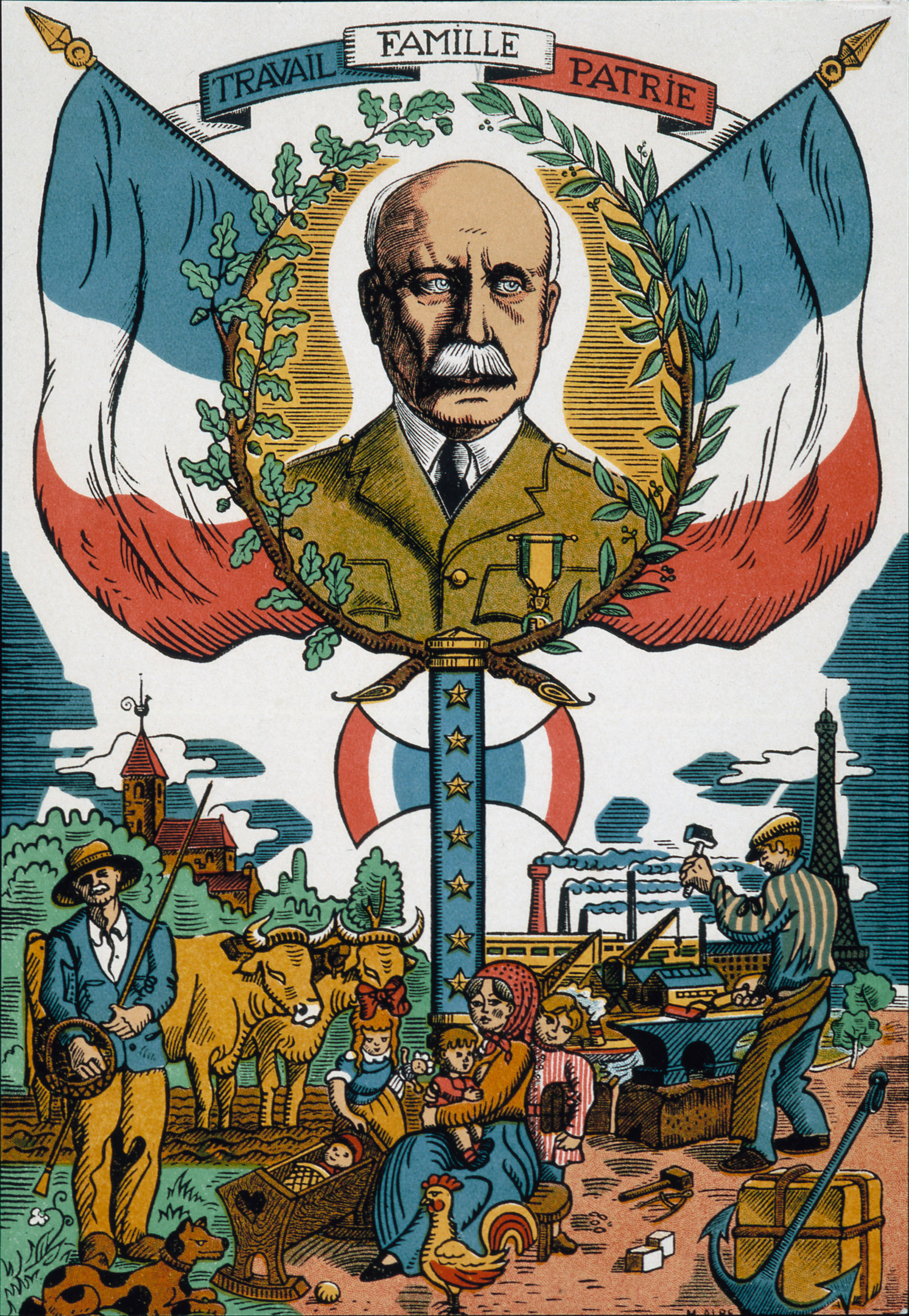
Propaganda für die „nationale Revolution“ unter Pétain, mit dessen Bildnis und Emblem „Francisque“. Darüber ein Spruchband mit den Worten Travail, Famille, Patrie und darunter die Versinnbildlichung dieses staatlichen Wahlspruchs (1942).

Travail, Famille, Patrie (französisch für Arbeit, Familie, Vaterland) war der Wahlspruch des von 1940 bis 1944 bestehenden État français (Französischer Staat), der im Zweiten Weltkrieg durch den Westfeldzug entstand und mit dem nationalsozialistischen Deutschland kollaborierte. Der Wahlspruch findet sich unter anderem auf staatlichen Münzen und Briefmarken. Auch ließ der Staatschef Philippe Pétain (1856–1951) auf dem Gebiet dieses sogenannten Vichy-Frankreich den bis dahin an öffentlichen Gebäuden befindlichen Wahlspruch der Französischen Republik Liberté, Égalité, Fraternité (Freiheit, Gleichheit, Brüderlichkeit) durch diesen Wahlspruch ersetzen. 
Bereits die von 1927 bis 1936 bestehende rechtsextreme Organisation Croix-de-Feu hatte den Wahlspruch Travail, Famille, Patrie verwendet.
In der deutschen Übersetzung „Arbeit, Familie, Vaterland“ wird der Wahlspruch gegenwärtig unter anderem von dem Bündnis Arbeit-Familie-Vaterland Liste Henry Nitzsche und der rechtsextremen Partei NPD verwendet.